# Giovanni Battista Bernero
Giovanni Battista Bernero (Cavallerleone 1736 - Turín 1796), fue un escultor italiano activo en la Casa de Saboya de Piamonte.
De familia saviglianesa, Bernero estudió con Ignacio Collino, ganando un concurso organizado por la Academia de San Luca en 1766. Se incorporó a la Congregación de San Lucas desde 1770, Bernero es llevado a la corte de la casa de Saboya para realizar algunas tallas y esculturas: haciendo sus primeros trabajos, en la ejecución de unas figuras para el funeral de Carlos Manuel III de Cerdeña.
Bajo las órdenes de Víctor Amadeo III de Cerdeña, Bernero es responsable de la decoración de los apartamentos de Este y del Oeste en Stupinigi, que se materializó con la creación de estatuas que representan Atalanta, Meleagro, Orión y Diana. Siempre se le atribuido la balaustrada externa del salón principal del edificio. Es conocido por sus esculturas de figuras mitológicas relacionadas con la caza para el pabellón de caza real en Stupinigi, así como un relieve en estuco de la Catedral de Carignano, que representa a San Remigio y San Juan el Bautista.
Sus obras no sólo fueron realizadas en Turín, aunque siempre para la Casa de Saboya, ejecuta la María Magdalena, ubicada en la Catedral de Casale Monferrato, y es también en algunas capillas del Sacro Monte di Varallo (Capillas XXIV y XLII). Entre sus últimas obras están los bustos de la condesa Ghigliossi y Leonardo Caligari.